# Italijanski naseljenci v Libiji
Italijanski naseljenci v Libiji so Italijani, ki živijo na ozemlju današnje Libije. V severnoafriško državo se je največ ljudi preselilo med leti 1911 in 1939. Leta 1939 je v Libiji živelo skoraj 120 tisoč Italijanov. Po drugi svetovni vojni so ti množično zapuščali Libijo.  Leta1970 je diktator Moamer Gadafi iz države izgnal preostale Italijane in tudi Jude.
Cilj naselitve italijanskih kolonistov je bil utrditev kolonialne oblasti fašistične Italije v Libiji ter da se lahko sklicuje na italijansko prebivalstvo v zvezi z morebitnimi ozemeljskimi in političnimi vprašanji. Italija je pod vodstvom Benita Mussolinija poskusila naseljevati tudi druge italijanske kolonije (npr. Balearske otoke ali Dalmacijo).

## Ozadje
1911 je kraljevina Italija napadla Osmansko cesarstvo. Italijanska vojska je okupirala Tripolitanijo, Cirenajko in Fezan, ki so bile osmanske dežele na območju današnje Libije. Berberski in arabski staroselci so podpirali Turke in so nadaljevali svoj upor proti Italijanom tudi po porazu turške vojske.
Nova italijanska administracija je takoj začela naseljevati Italijane v Libijo. Prvi naseljenci so prišli zlasti iz Južne Italije in Sicilije, kjer je bila velika nezaposlenost, poleg nezaposlenosti tudi niso mogli rešiti vprašanja razdelitve zemljišč. Naseljenci so pridobili zemljišča in zaposlitev v Severni Afriki, medtem ko je italijanska vlada želela, da se njeni državljani izselijo v deželo, ki je pod italijansko oblastjo in ne v neko tujo državo.
Italijani so že v tem času začeli poriniti avtohtonsko prebivalstvo Libije in razlaščati zemljišča Libijcev.

## Kolonizacije fašistične Italije v Libiji
Italijansko kolonizacijo v Libiji je pospešila Mussolinijeva diktatura. Po neuspeli okupaciji Abesinije je Mussolini povečal potek italijanskega naseljevanja v Libiji. Italijanske oblasti so si prizadevale narediti iz Libije t. i. »novo Ameriko« za italijanske izseljence, kjer lahko najdejo napredovanje in lahko imajo premoženje.
Glavni usklajevalec naselitve je bil italijanski guverner Libije Italo Balbo, medtem ko je naselitve organizirala in financirala Libijska Kolonizacijska Družba. Družba je vodila melioracijo v puščavi in gradila kolonialna naselja ter podpirala koloniste s posojili.
1938 je prišlo naenkrat 20 tisoč Italijanov v Libijo (večinoma kmetovalci in agronomi), ki jih je osebno in slovesno pozdravil guverner Balbo v tripolijskem pristanišču. Ti naseljenci so ustanovili 26 novih kolonialnih naselij zlasti v Cirenajki. 1939 je bilo 31% prebivalstva italijanske narodnosti v Bengaziju, medtem ko v Tripoliju 37%.
Italijani so gradili moderna pristanišča, tovarne in železnice v Libiji. Tudi je bila izgrajena moderna infrastruktura, šolstvo in zdravstvo. V večjih mestih so Italijani živeli ločeno od Arabcev. V teh četrtih so imeli naseljenci svoja gledališča, restavracije, gostilne, kinematografe, šole, cerkve, tovarne, trgovine, lokale, administracijo itn.
V Libiji je bilo mnogo kakovostnih obdelovalnih zemljišč. Italijani so gradili moderne namakalne sisteme, tako so pa so lahko izkoriščali parcele, ki bi jih sicer preplavil pesek iz puščave.
Mussolini je imel namen, da bi naselil 500 tisoč Italijanov v Libijo do leta 1960. Kljub temu se je večina italijanskih emigrantov, čeprav bi lahko pridobili visoke državne podpore v Libiji, še vedno raje izseljevala v Francijo ali ZDA.

## Genocidi in protičloveški zločini v Libiji
Italijanska kolonizacija v Libiji je imela grozen donos glede na avtohtonsko prebivalstvo. Četudi je Mussolini izjavil, da so tudi Arabci in Berberi pripadniki italijanske države (t. i. muslimanski Italijani), niso med italijansko nadoblastjo avtohtoni prebivalci nikoli imeli enakopravnosti.
Med 1930 in 1931 so umorili 12 tisoč ljudi v Cirenajki, da so lahko naredili prostor novim italijanskim naseljencem. Poleg tega so izgnali 100 tisoč ljudi iz Cirenajke v libijsko puščavo. Kolonialna Družba je uničila notranjo obrt Libijcev in nezakonito razlaščala njihova zemljišča.
Libijci so se velikokrat upirali, zato so italijanske zračne sile bombardirale majhne vasi, italijanska vojska pa je uporabljala kemična orožja. Italijanske čete so množično usmrčevale nedolžne civiliste. Pobijali so tudi civiliste in upornike, ki so se italijanskim silam že predali.
Italijanske oblasti so v puščavi ustanavljale koncentracijska taborišča v puščavi za odpornike. Za lažje nadzorovanje Libijcev so Libijce z živino vred preseljevali v bližino taborišč. V puščavi je zaradi ekstremnih okoliščin umrlo več tisoč ljudi, zaradi pomanjkanja vode in hrane je poginilo tudi približno 90% živine.
Drugod so Libijce poslali na prisilna dela za skrajno nizko plačilo.
V drugi svetovni vojni so pri italijanskih deportacijah in genocidih sodelovale tudi nemške čete SS.

## Usoda italijanskih naseljencev
Italijanske naselitve so se končale s koncem prevlade Italijanov v Libiji. To so leta 1943 zasedle angleške, francoske in ameriške čete. Italijanski naseljenci so obtičali v Severni Afriki.
Po vojni je nova italijanska vlada poskusila ponovno pridobiti Libijo sklicujoč se na italijanske prebivalce. Čeprav je OZN skoraj privolil v italijansko prošnjo, so nato sprejeli odločbo, ki je določila, da se mora Libija osamosvojiti vsaj do leta 1952.
24. decembra 1951 je Libija deklarirala svojo samostojnost. Okrepil se je nacionalizem, zato je največ Italijanov zapustilo Libijo. Ostalo je približno 20 tisoč ljudi italijanskega rodu v Libiji. Polovica teh prebivalcev so bili otroci staršev iz mešano italijansko-arabskega ali italijansko-berberskega zakona, a v Libiji so tovrstne ljudi iz mešanih zakonov sovražili. Iz Libije jih je največ izgnal Moamer Gadafi. Leta 1986 je zaradi notranje-politične krize odšlo še nekaj Italijanov, po krizi jih je ostalo le 1500.
V 1990. in 2000. se je vrnilo veliko starejših Italijanov, ki so bili rojeni v Libiji. Vrnilo se je tudi veliko ljudi, ki so bili rojeni v mešanih zakonih. V tem času je Gadafi malce spremenil njegovo dotedanjo nacionalistično-islamistično politiko, zato so tudi zahodne države olajšale nekatere gospodarske zapore.
Po izbruhu prve in druge libijske državljanske vojne je moralo spet veliko Italijanov zapustiti Libijo.